# Дубки (Островський район)
Дубки (рос. Дубки) — присілок в Островському районі Псковської області Російської Федерації.
Населення становить 122 особи. Входить до складу муніципального утворення Бережанская волость.

## Історія
Від 2015 року входить до складу муніципального утворення Бережанская волость.

## Населення
| 2001 | 2002 | 2010 |
| ---- | ---- | ---- |
| 217  | ↘171 | ↘122 |